# Kozo Tašima
Kozo Tašima (japonsko 田嶋 幸三), japonski nogometaš, 21. november 1957.
Za japonsko reprezentanco je odigral 7 uradnih tekem.